# Walther-Denkmal (Bozen)

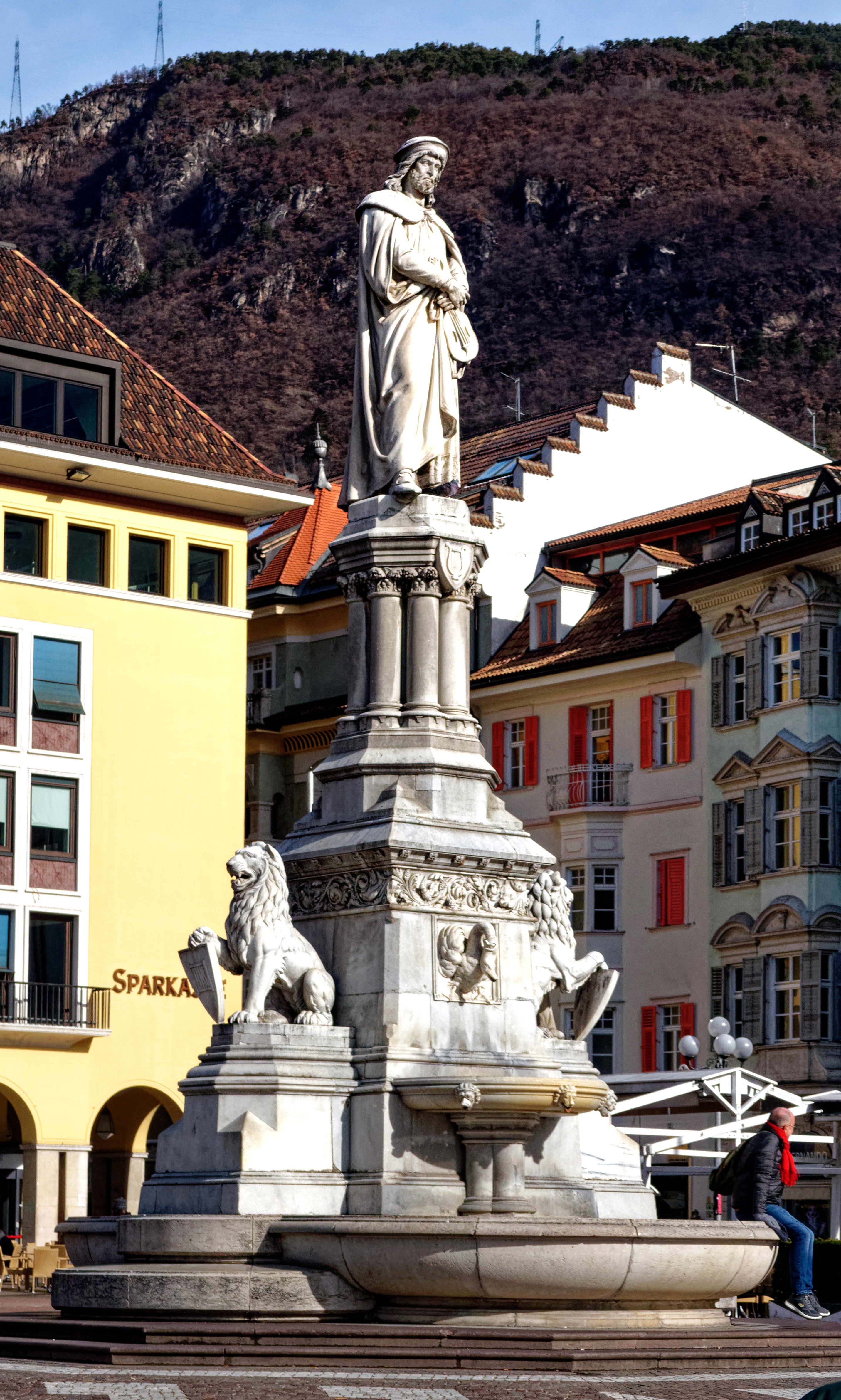
Gesamtansicht des Denkmals

Das Walther-Denkmal in Bozen wurde 1889 von Heinrich Natter geschaffen und ist Walther von der Vogelweide gewidmet. Es befindet sich auf dem zentralen Walther-von-der-Vogelweide-Platz. Das in Laaser Marmor ausgeführte Standbild Walthers steht auf einem Brunnen, der als Sockel dient.

## Entstehung

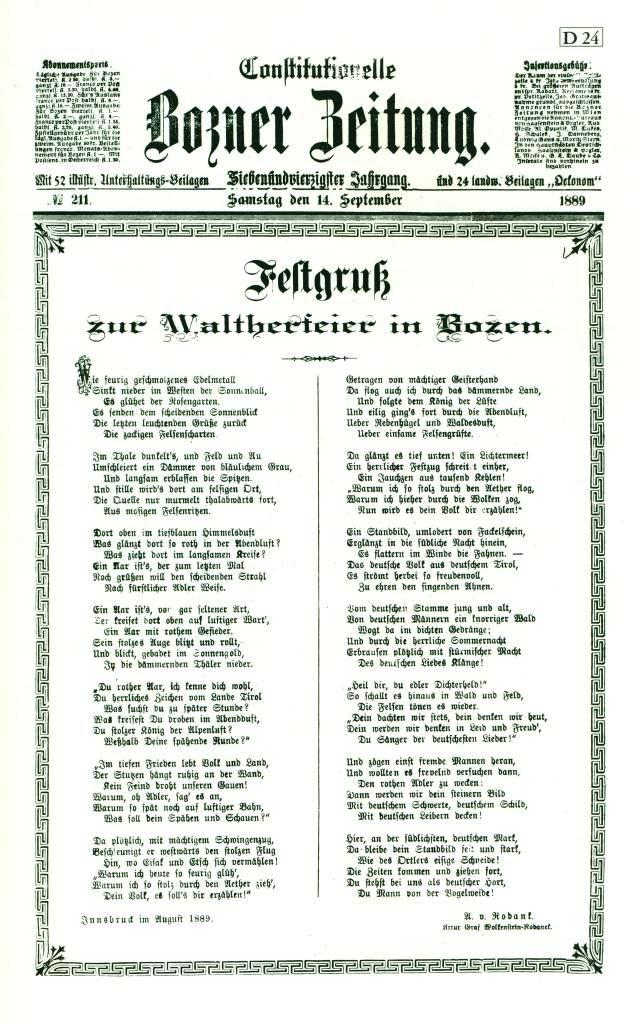
Festgruß zur Waltherfeier (Constitutionelle Bozner Zeitung, 14. September 1889)

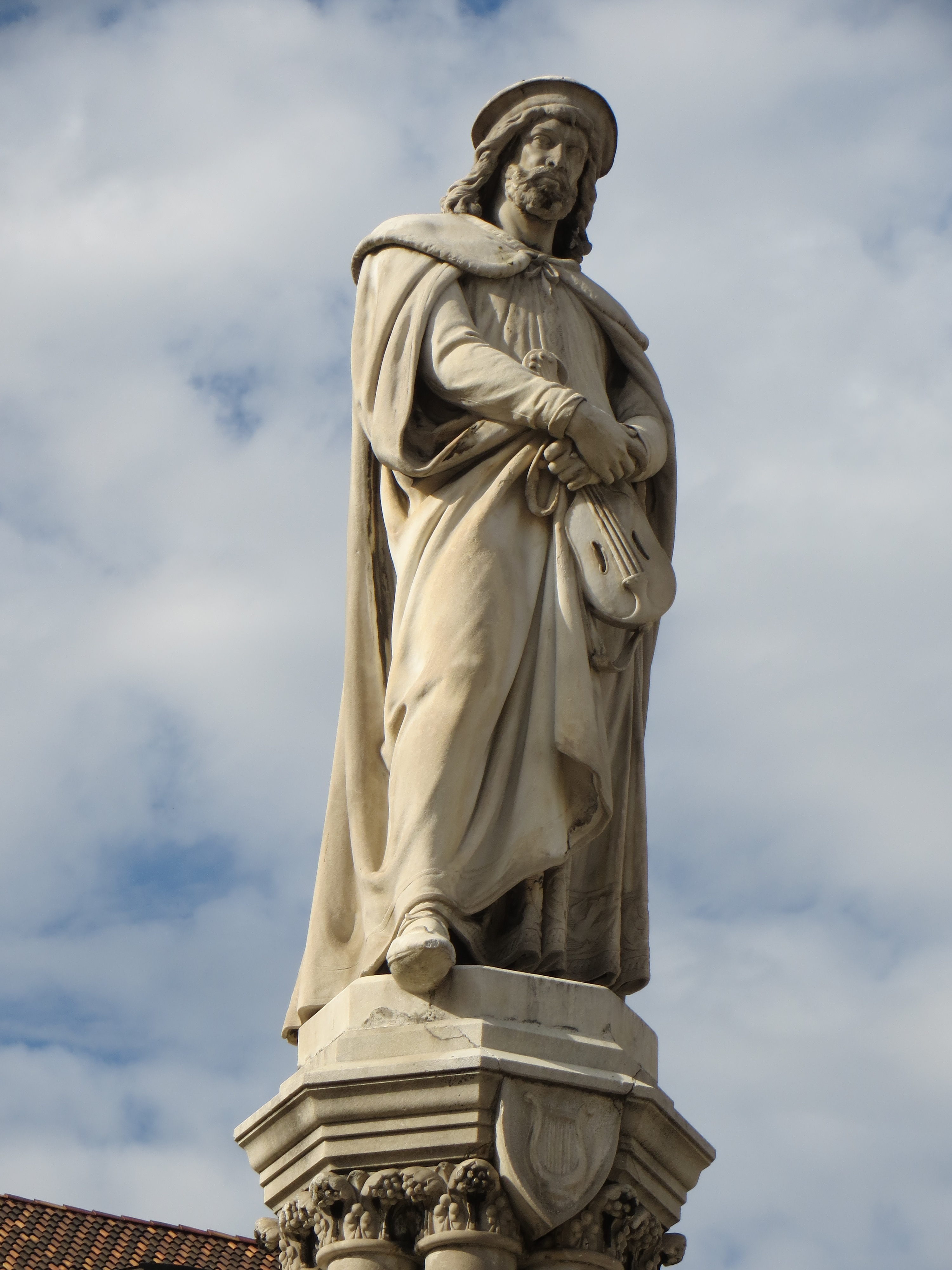
Das Standbild Walthers von der Vogelweide

Mit angestoßen von der Annahme, Walther von der Vogelweide stamme aus dem heutigen Südtirol, und vor dem Hintergrund einer darauf verweisenden Gedenktafelenthüllung in Lajen im Jahr 1874 wurde in Bozen kurz hernach ein Komitee gegründet, das sich für die Errichtung eines dem Dichter gewidmeten Denkmals einsetzte. Mitglieder dieses Komitees waren insbesondere Vertreter des deutschgesinnten nationalliberalen Bozner Bürgertums, die Erzherzog Rainer für die Übernahme des Protektorats gewinnen konnten. Das Denkmal sollte deutlich deutsch-nationale Symbolkraft besitzen und durch den nach Süden blickenden Walther gewissermaßen das Grenzgebiet des deutschen zum italienischen Sprach- und Kulturraum markieren und verteidigen. Bildhauer Heinrich Natter soll als Vorbild für seinen Walther eine Minnesängerfigur des 15. Jahrhunderts aus der Wiener Sammlung des Adalbert Freiherr von Lanna verwendet haben.
Am 14. und 15. September 1889 wurden Denkmal und Brunnen aus Laaser Marmor feierlich auf dem neben der Bozner Stadtpfarrkirche gelegenen Johannsplatz, der später in Waltherplatz umbenannt wurde, eingeweiht. Die Festrede hielt der deutsche Germanist Karl Weinhold.

## Baubeschreibung
„Das Walther-Denkmal selbst bildet eine wunderbare Zierde des Johannesplatzes. Es ist ein im romanischen Styl gehaltener Brunnen, dessen Abschluß die Statue des Sängers bildet. An der nördlichen und südlichen Seite sind zwei große Bassins, während an den beiden andern Seiten je ein Löwe als Wächter sitzt, der eine mit dem Wappen des alten deutschen Reiches, der andere mit dem Wappen Tyrols. Als Wasserspeier fungirt an der nördlichen, wie an der südlichen Seite, ein Schwan (Zeichen des Gesanges). Nach Oben geht der Aufbau in ein aus 10 Säulen gebildetes Rundtempelchen über, auf welchem das drei Meter hohe Standbild Walthers steht. Es hält die Arme über die Brust gekreuzt und schaut nachdenklich in die Ferne; eine Hand hält die Fiedel. Walther ist gedacht in der Stimmung, die sein Lied „ich hört' ein wazzer diezen“ (ich hört ein Wasser rauschen) ausdrückt. Sein Antlitz ist fein, würdevoll und edel und macht der Ausdruck des Kopfes allein schon dem Künstler alle Ehre.“

Diese Baubeschreibung aus dem Einweihungsjahr 1889 stimmt nicht mit der heutigen Ausstattung überein: Die beiden Löwen zeigen heute das Wappen von Walther von der Vogelweide und der Stadt Bozen.

## Rezeption
Als Antwort auf das deutschnational konnotierte Walther-Denkmal wurde 1896 das irredentistisch aufgeladene Dante-Denkmal in Trient eingeweiht.
Nach dem Ersten Weltkrieg und der Annexion Südtirols durch Italien wurde von Ettore Tolomei ab 1923 die Entfernung des Denkmals und seine Ersetzung durch ein Standbild von Drusus gefordert, dessen Aufstellung aber unterblieb, nachdem in der „Waltherfrage“ sogar eine außenpolitische Kontroverse zwischen Benito Mussolini, Gustav Stresemann und Heinrich Held entstanden war. 1935 veranlassten die faschistischen Behörden eine Versetzung in den weniger zentral gelegenen Roseggerpark. Der Vorgang fand sogar Resonanz in der deutschen Satirezeitschrift Simplicissimus, die 1935 eine entsprechende Vignette von Karl Arnold brachte. Seit dem 2. November 1981 steht das Walther-Denkmal wieder an seinem ursprünglichen Standort, nachdem sich ein Bürgerkomitee seit 1976 für die Rückführung auf den Waltherplatz starkgemacht hatte.